# Stephen Baker (Politiker, 1946)
Hon. Stephen John Baker (* 30. Mai 1946) ist ein australischer Politiker der Liberal Party, der zwischen 1982 und 1997 Mitglied des South Australian House of Assembly, von 1993 bis 1996 stellvertretender Premierminister sowie mehrmals Minister war.

## Leben
Stephen John Baker wurde für die Liberal Party bei der Wahl am 6. November 1982 im Wahlkreis Mitcham erstmals zum Mitglied der South Australian House of Assembly gewählt, des Unterhauses des Parlaments von South Australia, und konnte sich dabei gegen die bisherige Wahlkreisinhaberin Heather Southcott von den Australian Democrats (AD) durchsetzen, die diesen Wahlkreis erst am 8. Mai 1982 bei einer Nachwahl gewonnen hatte. Er vertrat diesen Wahlkreis bis zu dessen Auflösung am 10. Dezember 1993. Er selbst wurde daraufhin bei der Wahl am 11. Dezember 1993 im neu geschaffenen Wahlkreis Waite wieder zum Mitglied der Legislativversammlung gewählt und vertrat den Wahlkreis bis zu seinem Verzicht auf eine erneute Kandidatur bei der Wahl am 11. Oktober 1997, woraufhin sein Parteifreund Martin Hamilton-Smith diesen Wahlkreis gewann.
Am 12. Januar 1990 wurde Baker Nachfolger von Roger Goldsworthy Deputy Leader of the South Australian Liberal Party und damit stellvertretender Vorsitzender der Liberalen Partei in diesem Bundesstaat. Er behielt diese Führungsposition innerhalb der Partei bis zum 28. November 1996, woraufhin Graham Ingerson seine Nachfolge antrat. Er war zugleich zwischen dem 12. Januar 1990 und dem 11. Mai 1992 sowie erneut vom 7. Dezember 1992 bis zum 14. Dezember 1993 stellvertretender Oppositionsführer (Deputy Leader of the Opposition), wobei Graham Ingersen diese Funktion vom 11. Mai bis zum 7. Dezember 1992 zwischenzeitlich innehatte.
Nach dem Wahlsieg der Liberalen Partei bei der Wahl am 11. Dezember 1993 wurde Baker in die Regierung von Premier Dean Brown berufen und bekleidete in dieser zwischen dem 14. Dezember 1993 und dem 28. November 1996 die Ämter als stellvertretender Premierminister (Deputy Premier) und Schatzminister (Treasurer). Darüber hinaus fungierte er vom 22. Dezember 1995 bis zum 28. November 1996 als Polizeiminister (Minister for Police) und als Minister für Bergbau und Energie (Minister for Mines and Energy).
In der darauf folgenden Regierung von Premier John Olsen fungierte er vom 28. November bis zum 10. Oktober 1997 erneut als Schatzminister sowie zwischen dem 28. November und dem 12. Dezember 1996 zunächst auch weiterhin als Polizeiminister und Minister für Bergbau und Energie. Nach einer Umbildung der Regierung Olsen bekleidete er schließlich vom 12. Dezember 1996 bis zum 10. Oktober 1997 als Minister für Wohnungsbau und Stadtentwicklung (Minister for Housing and Urban Development) und als Energieminister (Minister for Energy). Nach einer neuerlichen Regierungsumbildung übernahm er außerdem zwischen dem 13. Februar und dem 10. Oktober 1997 auch die Ämter als Bergbauminister (Minister for Mines) und als Finanzminister (Minister for Finance). Am 20. November 1997 wurde ihm der Höflichkeitstitel The Honourable verliehen.

## Hintergrundliteratur
- Parliament of South Australia: Statistical Record of the Legislature 1836–2007 (Memento vom 11. März 2019 im Internet Archive)